# Свидригайло Ольгердович
Свидрига́йло Ольгердович (лит. Švitrigaila; Швитригайла; католицьке ім'я — Болеслав; близько 1370 — 10 лютого 1452) — великий князь литовський і руський (1430—1432), князь чернігово-сіверський (1419—1430), князь подільський (1401—1404).
Продовжив політику великого князя Вітовта щодо незалежності та суверенності Великого князівства Литовського від Польського королівства, опираючись на Тевтонський та Лівонський орден, Золоту Орду, Молдавію та Тверське князівство.
Після перевороту Сигізмунда Кейстутовича у 1432 році зберігав контроль над руськими землями до 1438 року, продовжуючи використовувати титул Великого князя Литовського, Руського та інших земель.
Сповідував католицизм протягом всього життя. Покарав спаленням на вогнищі митрополита Київського і всієї Руси Герасима за конспірологічну діяльність на користь Сигізмунда Кейстутовича.
Після вбивства Сигізмунда Кейстутовича 1440 року князі та пани Волинської землі запросили Свидригайла на княжіння, яке він здійснював до своєї смерті 1452 року, маючи титул Великого князя.
Наприкінці правління наполіг на присязі волинських князів та панів Великому князівству Литовському та запросив литовські війська до волинських замків, щоб запобігти їх захопленню Польським королівством.

## З життєпису

### Початок діяльності. Боротьба з братами
Син Ольгерда та його другої дружини — княжни Уляни Тверської, молодший брат Владислава II Ягайла. По материнській лінії Свидригайло є правнуком короля Русі Юрія I Львовича та відповідно прапраправнуком короля Русі Данила.
Олександр Гваньїні у своїй праці «Хроніка Європейської Сарматії» зазначав, що Свидригайло «не сприймав Литву, а тільки Русь».
У 1386 році разом із Ягайлом охрестився у Кракові за католицьким обрядом, узявши ім'я Болеслав. Володів Вітебським уділом разом з матір'ю. У Галичині Ягайло надав йому, зокрема, Городок (Галицький).
Після смерті матері (17 березня 1392) Владислав II Ягайло відправив намісником у Вітебськ свого боярина — сокольничого Федора Весну. Свидригайло вважав себе ображеним, вбив королівського намісника і сам вокняжився у Вітебську. Відповіддю на його бунт став похід Вітовта і Скиргайла, до яких приєднався Юрій Святославович Смоленський. Свидригайло був відправлений до королівського двору у Краків. Джерела фіксують його перебування в Малій Польщі з 1393 по 1396 роки.
Після цього він вирушив в Сілезію, а потім — в Угорщину, звідки разом з Федором Любартовичем намагався домовитися з тевтонцями про союз проти Ягайла і Вітовта. Зрозумівши, що ці спроби безуспішні, князь повернувся у володіння Гедиміновичів. Це сталося не з пізніше 12 серпня 1399 року, коли Свидригайло брав участь в битві військ Вітовта на Ворсклі з Тимур-Кутлуком та Едигеєм. Незабаром після цього він отримав від Ягайла Західне Поділля, оскільки краківський воєвода Спитко Мельштинский, попередній подільський князь, пропав безвісти на Ворсклі. Однак вже в 1401 році Свидригайло зав'язав нові контакти з Тевтонським орденом і вирушив у їхні землі, де пробув до 1404 року, здійснюючи набіги на Литву.
Повернувшись до Великого князівства Литовського, Свидригайло отримав від Ягайла пожалування в руських землях Польського королівства (жидачівське староство), а від Вітовта — землі на литовсько-московському порубіжжі, зокрема Брянськ і Стародуб. В черговий раз князь збунтувався влітку 1408 року, коли в супроводі чернігівського і брянського єпископа, численних князів і бояр від'їхав в Москву до Василя I, який воював з Вітовтом. І хоча Василь надав йому значні володіння, в тому числі Владимир, в Московському великому князівстві Свидригайло пробув лише до того моменту, коли на нього напав ординський темник, Едигей. Литовський князь приєднався до нього і вирушив в Орду, звідки 1409 року повернувся в Литву. Коли в тому ж році він знову спробував укласти союз з Орденом, Вітовта хотів стратити його, і лише завдяки заступництву Ягайла Свидригайла було ув'язнено в Кременецькому замку.
1418 року звільнений (викрадений) прихильниками на чолі з князем Дашком Острозьким.
У 1405 і 1420 роках мешкав у будинку латинських архієпископів Львова, його приймали вином і дарунками.
Воював із Великим князем Вітовтом і Ягайлом (за допомогою німецьких хрестоносців, Москви та Молдавії). 1420 року дійшов з ними до згоди й одержав Новгород-Сіверський і Брянський уділи.

### Велике княжіння і боротьба за владу з Сигізмундом
У жовтні 1430 року, після смерті Вітовта, став його наступником, повів боротьбу проти посилення Польщі, за незалежність Великого князівства Литовського. Зближення Свидригайла з Тевтонським Орденом викликала невдоволення литовських князів і магнатів, які влоштували заколот, спробували вбити Свидригайла (але тому вдалося врятуватися) і зрештою проголосили Великим князем Литовським стародубського князя Сигізмунда Кейстутовича (брата Вітовта).
Наступні чотири роки в межах Великого князівства Литовського точилась Громадянська війна у Великому князівстві Литовському, фактично держава була поділена навпіл: землі наколо Литви підтримували Сигізмунда, Полоцьк, Сіверщина, Київщина та Волинь — Свидригайла. Іноді землі, підконтрольні Свидригайлу, об'єднують назвою Велике князівство Руське, хоча сам володар продовжував називати себе «великим князем литовським і руським».
Поширеною є також версія про те, що Свидригайло спирався на православну шляхту з русинів, але сам він ніяк цю позицію не декларував. Натомість за наказом Свидригайла, 26 липня 1435 року було спалено живцем на вогнищі у Вітебську православного Митрополита Київського і всієї Русі Герасима. За твердженням М. Грушевського, митрополит мав бути «провідником конспірації» проти Свидригайла, завдяки якому отримав посаду, за твердженням Стефана М. Кучинського — через знайдений у митрополита «список проти Свидригайла». При цьому саме Ягайло і Сигізмунд формально зрівняли в правах православних з католиками (1432).
Зрештою Свидригайло зазнав великої поразки над річкою Святою (біля Вількомира в Литві) 1435 року. Битву під Вількомиром за масштабністю історичного значення сучасники порівнювали з Грюнвальдською. Війська Свидригайла були вщент розбиті силами його противників під керівництвом князя Михайла Сигізмундовича Стародубського, самому Свидригайлу довелося рятуватися втечею. Цим сколристалися й сусіди польські гарнізони займали українські замки, польські магнати отримували за службу землі переможених, посилився відтік людей до Дикого Поля тощо.
Свидригайло покинув центральну Литву й повернувся лише після смерті Сигізмунда (1440). 13 серпня 1436 року з великим дарунками для короля та сенаторів прибув до Кракова, але здобув лише обіцянку розгляду його справи на з'їзді польських станів у жовтні у Серадзі. Тому на початку вересня 1436 року (або 4 вересня 1437 року у Львові) він уклав сепаратну («провізоричну») угоду з тими представниками «галицьких панів», які були незадоволені зі свого, на їх думку, принизливого становища у Королівстві, бо вони були обтяжені спеціальними податками та обов'язками, яких не мали шляхтичі інших земель Польщі. Згідно з нею, Свидригайло віддавав полякам Луцьк з повітами, а «пани» мали на з'їзді у Серадзі домогтись від короля заплати за передані ним маєтки. Але за рішенням з'їзду коронних панів у Серадзі 15 жовтня Луцьк віддали Сигізмунду Кейстутовичу у січні 1438 року.
На початку червня 1440 року князь видав у Тлумачі грамоту, в якій називав себе великим князем литовським. Правдоподібно, що вона була наслідком його перемовин з «галицькими панами», в яких він шукав підтримки. Якийсь час він зберігав владу на українських землях Великого князівства Литовського з титулом Великого князя Руського.
Перманентна війна тривала до 1440-х років, коли від рук змовників, очолюваних Волинськими князями Іваном і Олександром Чорторийськими, загинув князь Сигізмунд I Кейстутович.

### Волинське князювання і смерть
У 1442 році, після загибелі Сигізмунда і початку князювання Казимира Ягеллончика Свидригайла запросила князювати на Волині група місцевих аристократів. Вже у поважному віці від 1440 року й до самої своєї смерті Свидригайло постійно жив у Луцьку в оточенні давніх слуг-русинів. Там, у Луцькому замку, й помер 10 лютого 1452 року, не лишивши спадкоємців. Тіло старого князя перевезли до Вільна й поховали в усипальниці Великих князів Литовських у крипті Віленського кафедрального собору поряд із рештками його суперників — Вітовта й Сигізмунда Кейстутовичів.